# 8e cérémonie des EDA Awards
La 8e cérémonie des EDA Awards, décernés par l'Alliance of Women Film Journalists, a eu lieu le 19 décembre 2013, et a récompensé les films réalisés dans l'année,,.

## Palmarès

### Récompenses générales

#### Meilleur film
- Twelve Years a Slave
  - American Bluff (American Hustle)
  - Gravity
  - Her
  - Dans l'ombre de Mary (Saving Mr. Banks)
  - Gravity
  - Inside Llewyn Davis
  - Nebraska

#### Meilleur réalisateur
- Steve McQueen pour Twelve Years a Slave
  - Joel et Ethan Coen pour Inside Llewyn Davis
  - Alfonso Cuarón pour Gravity
  - Spike Jonze pour Her
  - Paul Greengrass pour Capitaine Phillips (Captain Phillips)
  - Alexander Payne pour Nebraska

#### Meilleur acteur
- Matthew McConaughey pour le rôle de Ron Woodroof dans Dallas Buyers Club
  - Bruce Dern pour le rôle de Woody Grant dans Nebraska
  - Chiwetel Ejiofor pour le rôle de Solomon Northup dans Twelve Years a Slave
  - Oscar Isaac pour le rôle de Llewyn Davis dans Inside Llewyn Davis
  - Joaquin Phoenix pour le rôle de Theodore Twombley dans Her
  - Robert Redford pour le rôle de l'homme dans All Is Lost

#### Meilleure actrice
- Cate Blanchett pour le rôle de Jasmine dans Blue Jasmine
  - Sandra Bullock pour le rôle du Dr Ryan Stone dans Gravity
  - Judi Dench pour le rôle de Philomena Lee dans Philomena
  - Brie Larson pour le rôle de Grace dans States of Grace (Short Term 12)
  - Emma Thompson pour le rôle de Pamela L. Travers dans Dans l'ombre de Mary (Saving Mr. Banks)

#### Meilleur acteur dans un second rôle
- Jared Leto pour le rôle de Rayon dans Dallas Buyers Club
  - Barkhad Abdi pour le rôle d'Abduwali Muse dans Capitaine Phillips (Captain Phillips)
  - Bobby Cannavale pour le rôle de Chili dans Blue Jasmine
  - Michael Fassbender pour le rôle d'Edwin Epps dans Twelve Years a Slave
  - Will Forte pour le rôle de David Grant dans Nebraska

#### Meilleure actrice dans un second rôle
- Lupita Nyong'o pour le rôle de Patsey dans Twelve Years a Slave
  - Sally Hawkins pour le rôle de Ginger dans Blue Jasmine
  - Scarlett Johansson pour le rôle de Samantha (voix) dans Her
  - Jennifer Lawrence pour le rôle de Rosalyn Rosenfeld dans American Bluff (American Hustle)
  - Oprah Winfrey pour le rôle de Gloria Gaines dans Le Majordome (The Butler)

#### Meilleure distribution
- American Bluff (American Hustle)
  - Le Majordome (Lee Daniels' The Butler)
  - Nebraska
  - Twelve Years a Slave
  - Un été à Osage County (August: Osage County)

#### Meilleur scénario original
- Her – Spike Jonze
  - All About Albert (Enough Said) – Nicole Holofcener
  - American Bluff (American Hustle) – Eric Warren Singer et David O. Russell
  - Inside Llewyn Davis – Joel et Ethan Coen
  - Nebraska – Bob Nelson

#### Meilleur scénario adapté
- Twelve Years a Slave – John Ridley
  - Capitaine Phillips (Captain Phillips) – Billy Ray
  - Philomena –  Steve Coogan et Jeff Pope
  - States of Grace (Short Term 12) – Destin Daniel Cretton
  - The Spectacular Now – Scott Neustadter et Michael H. Weber

#### Meilleure photographie
- Gravity – Emmanuel Lubezki
  - All Is Lost – Frank G. DeMarco
  - Nebraska – Phedon Papamichael
  - Prisoners – Roger Deakins
  - Twelve Years a Slave – Sean Bobbitt

#### Meilleur montage
- Gravity – Alfonso Cuaron et Mark Sanger
  - American Bluff (American Hustle) – Alan Baumgarten (en), Jay Cassidy et  Crispin Struthers
  - Capitaine Phillips (Captain Phillips) – Christopher Rouse
  - Rush – Daniel P. Hanley et Mike Hill
  - Twelve Years a Slave – Joe Walker

#### Meilleure musique de film
- Inside Llewyn Davis – Marcus Mumford
  - Gravity – Steven Price
  - Her – Arcade Fire
  - Nebraska – Mark Orton (en)
  - Twelve Years a Slave – Hans Zimmer

#### Meilleur film étranger
- La Chasse (Jagten)  Danemark
  - La Vie d'Adèle  France  Belgique  Espagne
  - The Grandmaster  Hong Kong
  - Le Passé  France
  - Wadjda (وجدة)  Arabie saoudite  Allemagne

#### Meilleur film d'animation
- Le vent se lève (風立ちぬ, Kaze tachinu)
  - Les Croods (The Croods)
  - Moi, moche et méchant 2 (Despicable Me 2)
  - La Reine des neiges (Frozen)

#### Meilleur film documentaire
- Stories We Tell
  - The Act of Killing (Jagal)
  - After Tiller
  - Blackfish
  - Twenty Feet from Stardom

### Récompenses féminines

#### Meilleure réalisatrice
- Nicole Holofcener pour All About Albert (Enough Said)
  - Lake Bell pour In a World…
  - Gabriele Cowperthwaite pour Blackfish
  - Jennifer Lee (avec Chris Buck) pour La Reine des neiges (Frozen)
  - Sarah Polley pour Stories We Tell

#### Meilleure femme scénariste
- Nicole Holofcener pour All About Albert (Enough Said)
  - Lake Bell pour In a World…
  - Julie Delpy (avec Richard Linklater et Ethan Hawke) pour Before Midnight
  - Jennifer Lee (avec Shane Morris) pour La Reine des neiges (Frozen)
  - Sarah Polley pour Stories We Tell

#### Meilleur personnage féminin animé
- Anna (Kristen Bell) – La Reine des neiges (Frozen)
  - Eep (Emma Stone) – Les Croods (The Croods)
  - Elsa (Idina Menzel) – La Reine des neiges (Frozen)

#### Meilleure actrice défiant âge et âgisme
- Sandra Bullock – Gravity
  - Judi Dench – Philomena
  - Meryl Streep – Un été à Osage County (August: Osage County)

#### Meilleur espoir féminin
- Lupita Nyong'o – Twelve Years a Slave
  - Brie Larson – States of Grace (Short Term 12)
  - Shailene Woodley – The Spectacular Now

#### Kick Ass Award de la meilleure actrice de film d'action
- Sandra Bullock – Gravity
  - Chloe Grace Moretz pour le rôle Mindy Macready / Hit-Girl dans Kick-Ass 2
  - Jennifer Lawrence – Hunger Games : L'Embrasement (The Hunger Games: Catching Fire)

#### AWFJ Award For Humanitarian Activism - Female Icon Award
(remis à une actrice pour l'interprétation d'un rôle féminin très positif ; un rôle pour lequel elle a pris un risque personnel et/ou de carrière en plongeant dans la psyché féminine et par-là même nous donne le courage de le faire nous-même ; un rôle donnant l'image d'une femme héroïque, accomplie, persévérante, qui se bat pour ses droits et/ou les droits des autres)
- Angelina Jolie pour la poursuite de ses engagements humanitaires et avoir remis le cancer du sein sur le devant de la scène
  - Sandra Bullock pour l'image forte, capable et positive de la femme qu'elle a délivré dans Gravity
  - Jennifer Lawrence pour American Bluff et Hunger Games : L'Embrasement, et pour avoir su gérer parfaitement bien la célébrité

#### Achievement By A Woman In The Film Industry
(remis à une femme engagée, qui bat tous les records, ou dont le travail fait évoluer la place des femmes dans l'industrie cinématographique – comme l'Oscar du meilleur réalisateur remporté par Kathryn Bigelow ou une actrice s'étant illustrée dans plusieurs films dans l'année écoulée)
- Haaifa Al-Mansour pour avoir réalisé Wadjda malgré les défis et les limitations posés par la place des femmes dans sa culture
  - Cheryl Boone Isaac pour être devenu la présidente de l'Academy of Motion Picture Arts and Sciences
  - Jahane Noujaim pour avoir risqué sa vie en filmant la révolution égyptienne dans The Square

### Mentions spéciales

#### AWFJ Hall Of Shame Award
(Hall of Shame : « Temple de la honte » sur le principe du Hall of Fame)
- Cartel (The Counselor)
  - Copains pour toujours 2 (Grown Ups 2)
  - My Movie Project (Movie 43)

#### Actress Most in Need Of A New Agent
(Actrice ayant le plus besoin d'un nouvel agent)
- Cameron Diaz – Cartel (The Counselor)
  - Selena Gomez, Vanessa Hudgens, Ashley Benson et Rachel Korine – Spring Breakers
  - Melissa McCarthy – Arnaque à la carte (Identity Thief) et Les Flingueuses (The Heat)

#### Movie You Wanted To Love But Just Couldn’t
(Film qu'on voudrait aimer mais qu'on ne peut pas)
- Cartel (The Counselor)
  - All Is Lost
  - La Vie d'Adèle

#### Unforgettable Moment Award
(Moment inoubliable)
- Twelve Years a Slave – La pendaison de Solomon
  - Gravity – Lorsque George Clooney réapparaît
  - Her – Les scènes de sexe au téléphone
  - Nebraska – « That’s not my air compressor »
  - Twelve Years a Slave – Patsey demande pardon pour du savon

#### Best Depiction of Nudity, Sexuality, or Seduction
(Meilleur représentation de la nudité, de la sexualité ou de la séduction)
- Her – Scarlett Johansson et Joaquin Phoenix
  - The Spectacular Now – Shailene Woodley et Miles Teller
  - La Vie d'Adèle – Léa Seydoux et Adèle Exarchopoulos

#### Sequel or Remake That Shouldn’t Have Been Made Award
(Suite ou remake qui n'aurait pas dû être réalisé) (ex æquo)
- Carrie : La Vengeance (Carrie)
- Le Monde fantastique d'Oz (Oz: the Great and Powerful)
  - Copains pour toujours 2 (Grown Ups 2)
  - Very Bad Trip 3 (The Hangover 3)
  - Kick-Ass 2

#### Most Egregious Age Difference Between The Leading Man and The Love Interest Award
(Plus grande différence d'âge entre l'homme et la femme)
- Last Vegas – Michael Douglas et Bre Blair
  - The Invisible Woman (Silver Linings Playbook) – Ralph Fiennes et Felicity Jones
  - The Lifeguard – Kristen Bell et David Lambert
  - Oblivion – Tom Cruise et Andrea Riseborough / Olga Kurylenko
  - Un été à Osage County (August: Osage County) – Dermot Mulroney et Abigail Breslin